# Camael
Camael (en hebreo: חַמּוּאֵל‎, lit. 'la fuerza' o 'el que ve a Dios'), también escrito Kamael, Chamael, y Chemuel, es el nombre del arcángel de la fuerza, del valor y de la guerra en la angelología y la mitología cristiana y judía. Camael es probablemente una ortografía alternativa de Chamuel (en hebreo חַמּוּאֵל «ira de Dios») o Qemuel (קְמוּאֵל «Dios ha resucitado»).
Camael es conocido como uno de los diez ángeles de la cábala, asignado a la sefirot Geburáh. Según la obra popular de Gustav Davidson, A Dictionary of Angels, Including the Fallen Angels (1967), su nombre también se incluye en el Corpus Areopagiticum de Pseudo Dionisio, como uno de los siete arcángeles junto con Miguel, Gabriel, Rafael, Uriel, Jofiel, y Zadkiel. En algunas fuentes aparece como el ángel que se aparece a Jesús durante su agonía en el huerto de Getsemaní como se narra en san Lucas 22, 43–44, por lo que a menudo representado en la iconografía sosteniendo un cáliz, por lo cual es llamado el ángel del Sangreal.
Camael no es reconocido por la Iglesia católica, ya que fue incluido en la prohibición del Vaticano sobre la veneración de los ángeles que no se mencionan en la Biblia en el Directorio sobre la Piedad Popular, que fue publicado por la Congregación para el Culto Divino en 2002. La Iglesia anglicana reconoce a Camael (bajo el nombre de San Chamuel) como uno de los siete arcángeles junto con los ya mencionados anteriormente.
Dentro de las doctrinas esotéricas occidentales, Camael es el espíritu regente sobre el planeta Marte y la guerra. Así lo cita, por ejemplo, Francis Barret en su obra The Magus. Davidson da cuenta de que esta atribución bien podría deberse a una confusión con una deidad druida del mismo nombre.

## Chamuel
En la Iglesia anglicana Chamuel, y no Camael, es uno de los siete arcángeles. La grafía de la vidriera en la Iglesia de San Miguel y Todos los Ángeles, en Brighton consigna su nombre como Chamuel.
Así mismo, la angeología contemporánea, le atribuye a Chamuel la curación emocional, la armonía en las relaciones de pareja, pero especialmente el amor de Dios. J. Lallemant es más claro en este sentido al expresar:
En el pasado, quizás por la similitud del nombre, se le ha confundido, inclusive fusionado, con Camael (Kamael, inclusive Shamael y Samael) el arcángel de la fuerza, atribuyéndole el significado de «la ira de Dios». Sin embargo, Chamuel no solo es un arcángel diferente, sino que significa y representa la antítesis de la ira. Chamuel es «el amor de Dios», y esto lo respalda toda la angeología contemporánea.
Al parecer no sería propio equiparar a Chamuel con el rol de Cupido, en la mitología romana, con el rol de Eros, en la mitología griega, toda vez que tanto el uno como el otro hacen referencia al deseo erótico, a la atracción sexual y el amor de pareja, mientras que Chuamuel representa el amor de Dios, el amor universal.
En la angeología cada arcángel tiene su complemento femenino y un color. En el caso de Chamuel, su complemento femenino sería la arcangelina Caridad, y su color sería el rosado. Rubén Cedeño proporciona más información al respecto del arcángel Chamuel:
Chamuel es el Arcángel del Tercer Rayo Rosa del Amor Divino, Complemento de la Arcangelina Caridad. Él se ocupa de la Adoración y es la encarnación del pensamiento simiento: "Amarás al Señor tu Dios con todo tu corazón, alma y espíritu". Su Llave Tonal se encuentra en el "Regina Coeli", un hermosísimo fragmento de la ópera "Cavalleria Rusticana", de Pietro Mascagni.

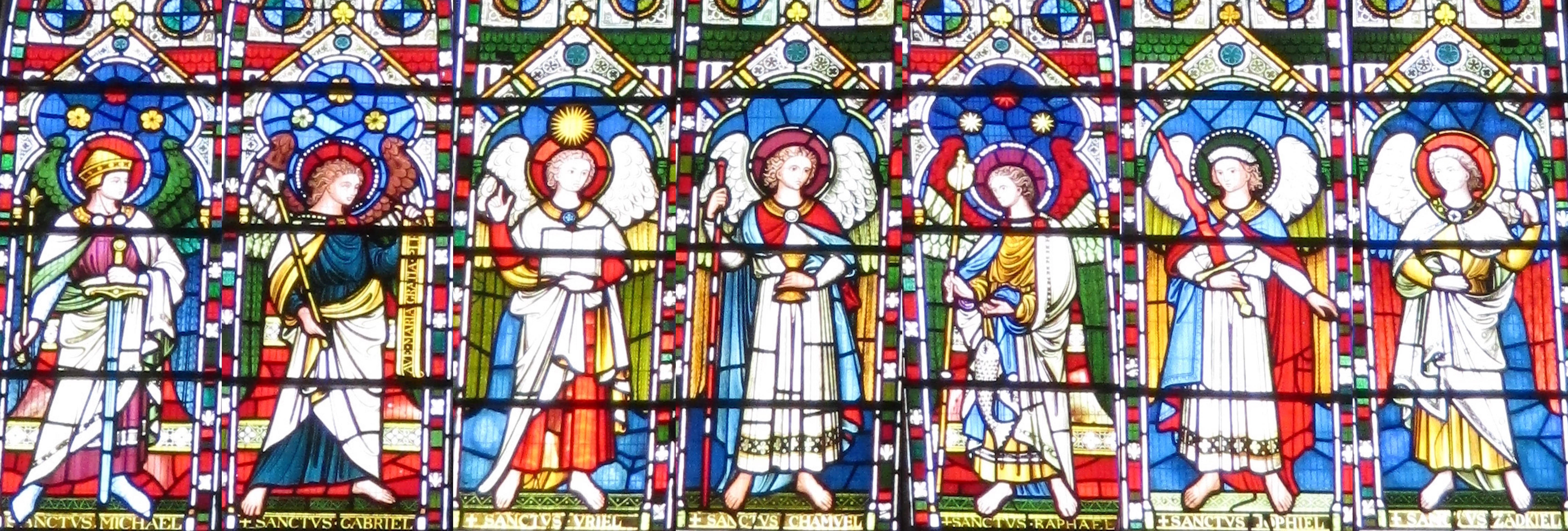
Los siete arcángeles según la Iglesia anglicana, de izquierda a derecha: Miguel, Gabriel, Uriel, Chamuel, Rafael, Jofiel y Zadkiel. Vidriera en la Iglesia de San Miguel y Todos los Ángeles, Brighton.

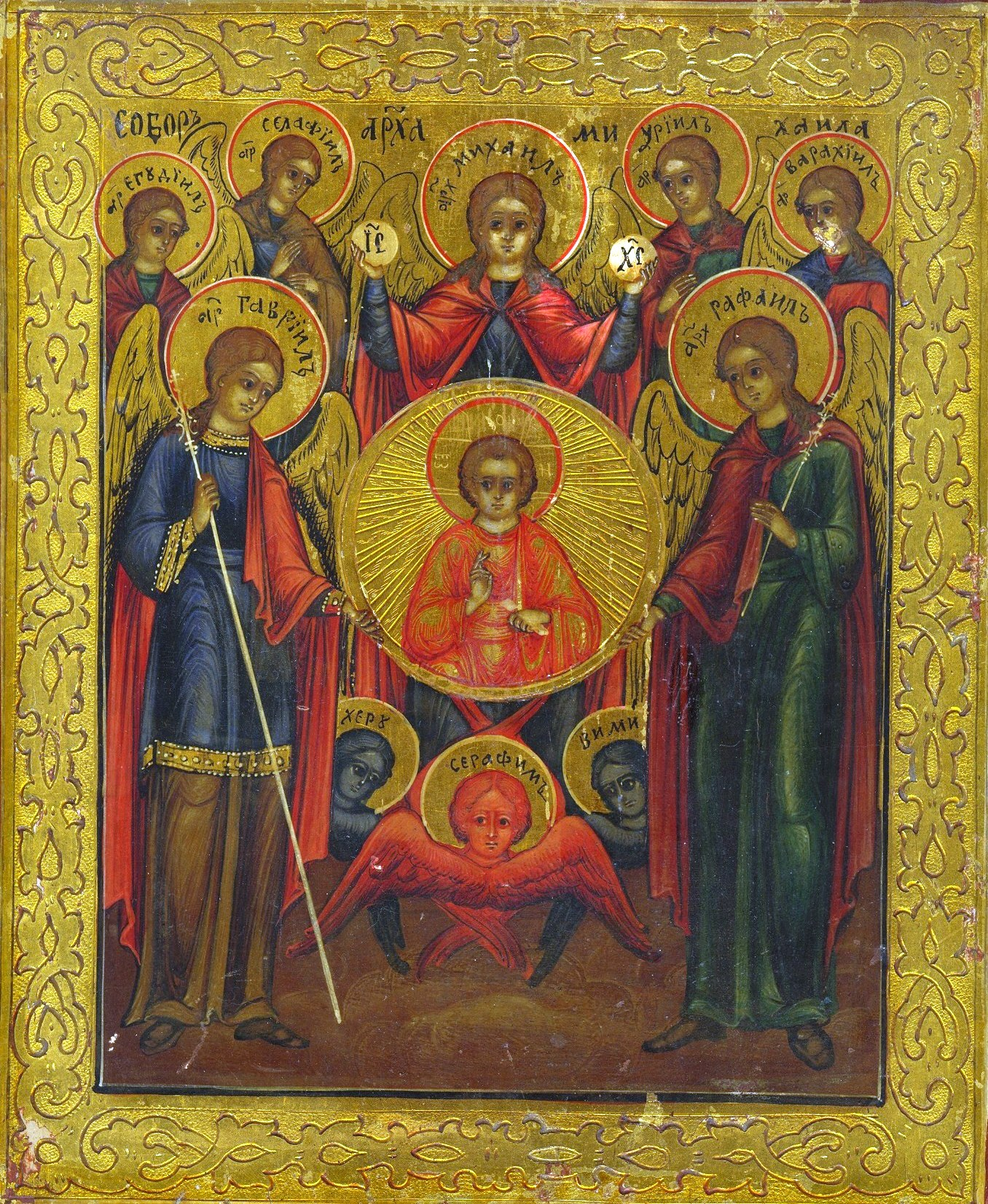
Los siete arcángeles según la Iglesia ortodoxa, de izquierda a derecha: Jegudiel, Gabriel, Sealtiel, Miguel, Uriel, Rafael y Baraquiel. Abajo representaciones de querubines (en azul) y serafín (en rojo).

## Galería

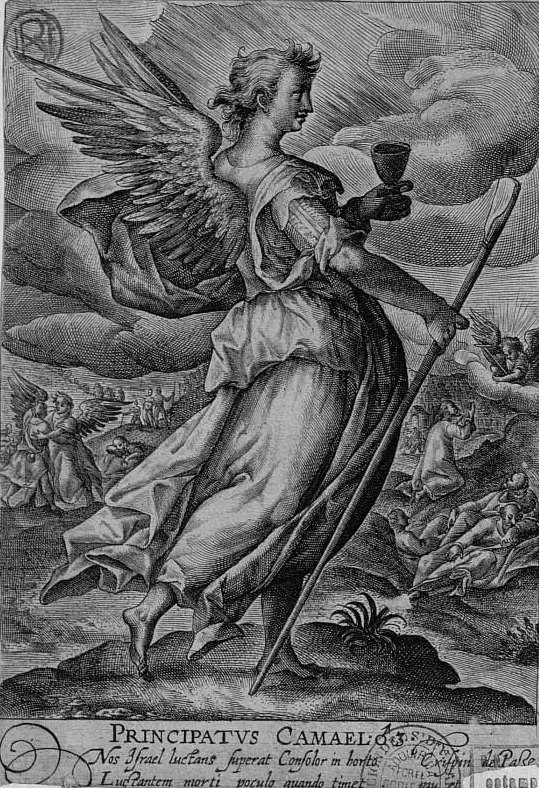
El principado Camael, grabado de Crispijn van de Passe. Hacia 1575, Biblioteca Nacional de España, Madrid.
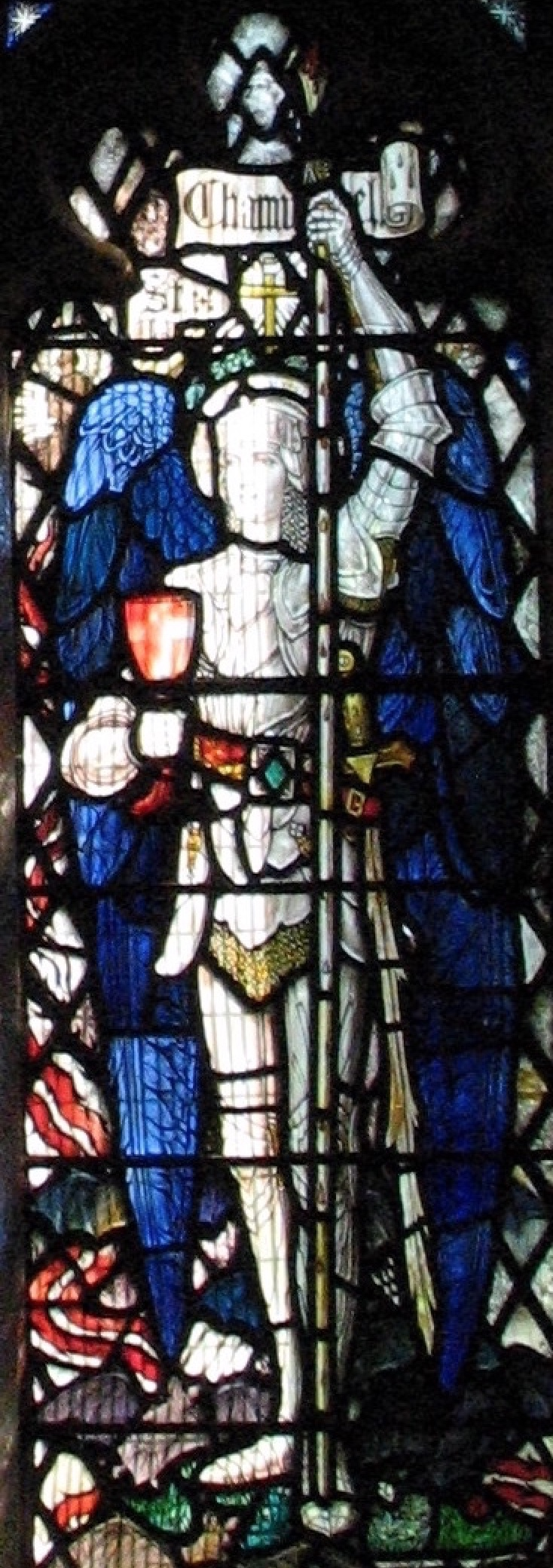
San Chamuel vestido con armadura, detalle de una vidriera en la Iglesia de San Lorenzo, Meriden.
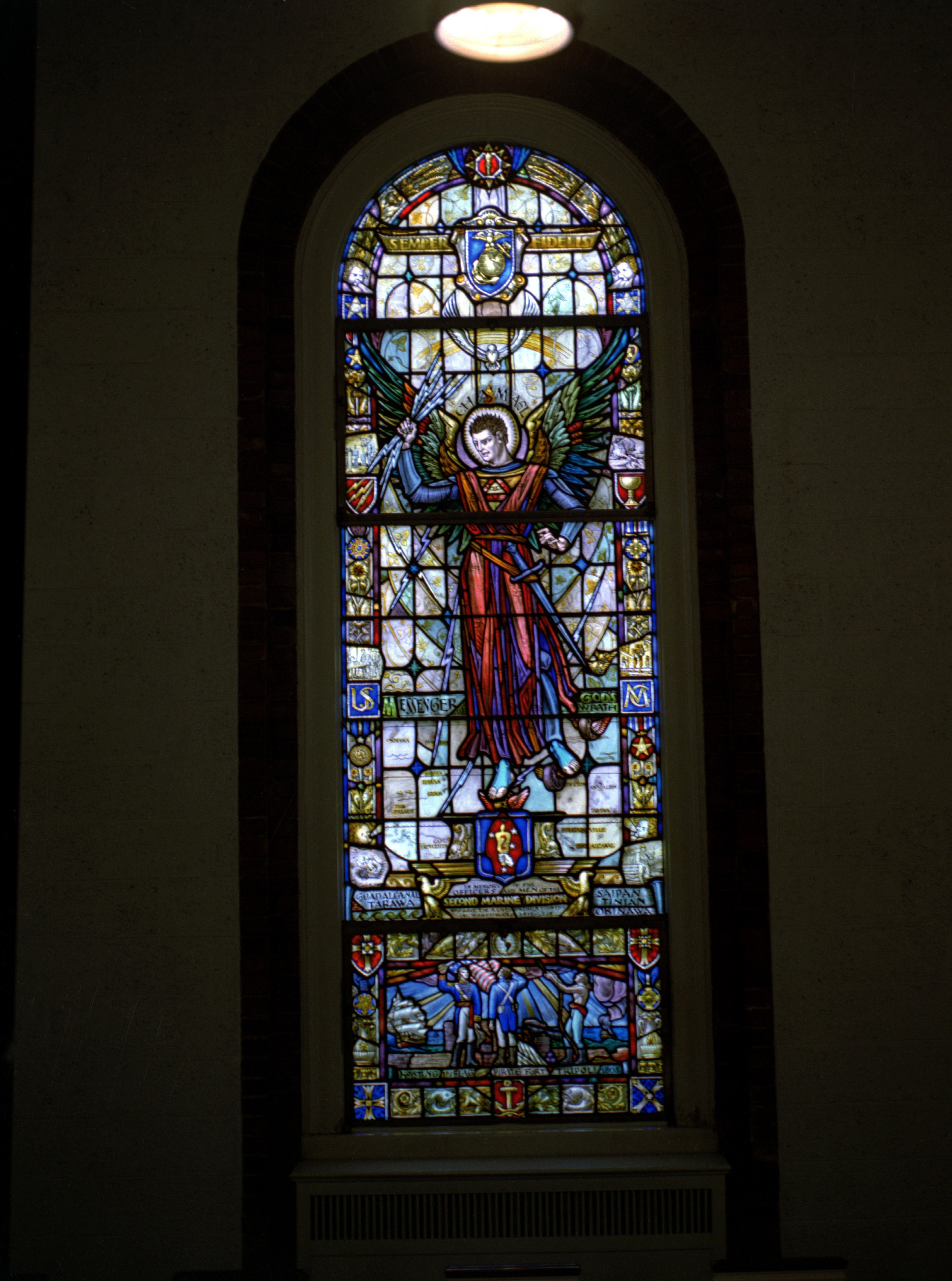
Arcángel Chamael, vidriera de la Capilla Protestante Principal en la Marine Corps Base Camp Lejeune, Carolina del Norte.
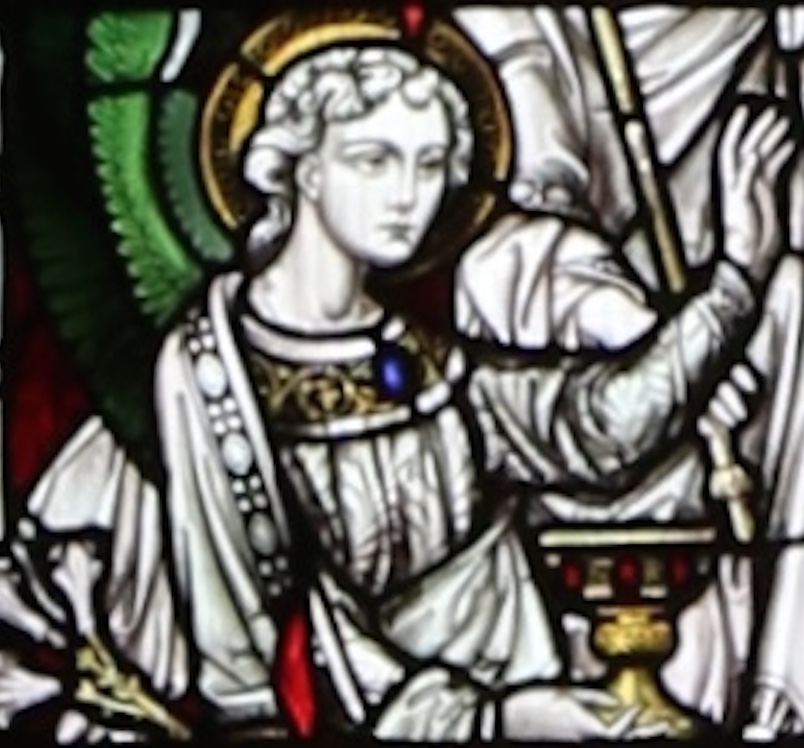
Arcángel Chamuel, detalle de la vidriera oeste de la Iglesia de San Martín en el Bull Ring en Birmingham, Inglaterra.
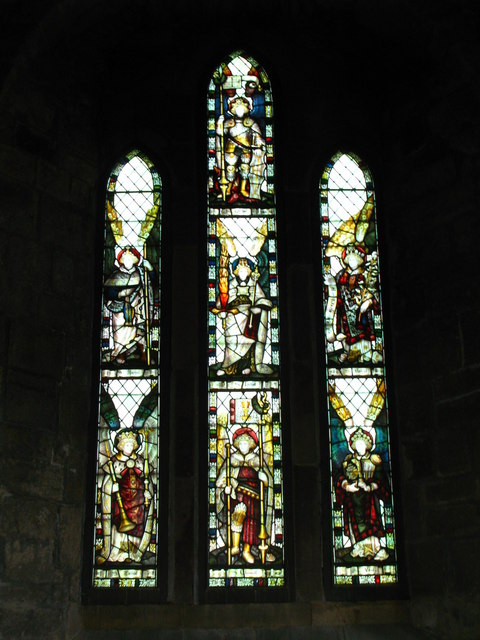
Vidriera de los siete arcángeles, la figura en el centro inferior representa a Chamuel sosteniendo en su mano izquierda una bandera que lleva su atributo (cáliz), y en su mano derecha un bastón. Iglesia de San Miguel y Todos los Ángeles en Warden, Northumberland.
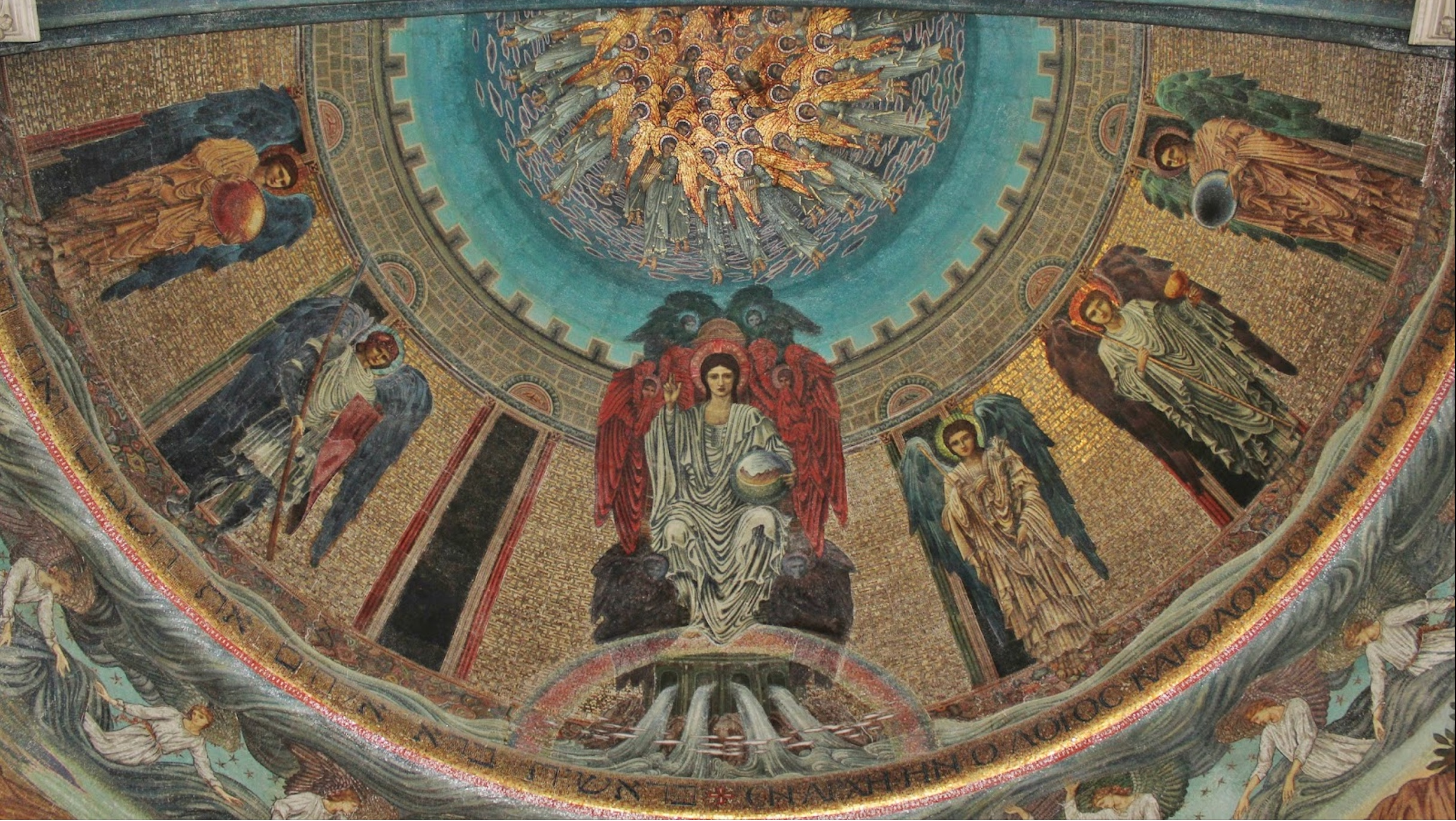
Mosaico en la semi-cúpula de la Iglesia de San Pablo Intramuros en Roma, representa a Cristo entronizado en la Jerusalén celestial con los cinco arcángeles, de izquierda a derecha: Uriel, Miguel, Gabriel, Chemuel (con una copa), y Zophiel.